# Knut Johannesen

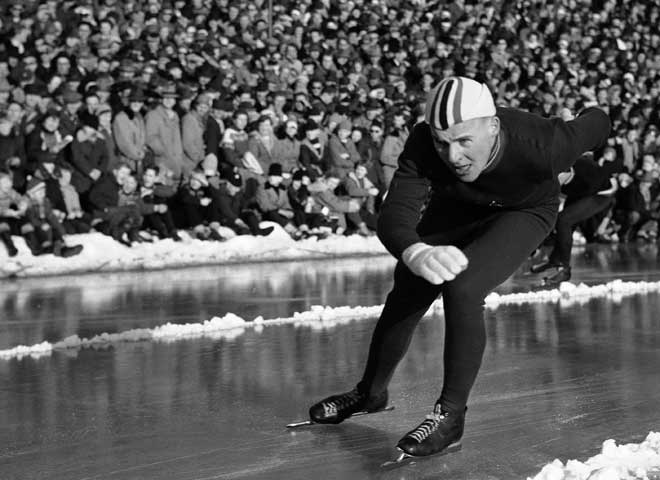
Knut Johannesen in 1960

Knut "Kupper'n" Johannesen (Oslo, 6 november 1933) is een voormalig Noors langebaanschaatser.
Knut Johannesen nam driemaal deel aan de Olympische Winterspelen (in 1956, 1960 en 1964). Hij werd tweemaal olympisch kampioen, op de Winterspelen van 1960 op de 10.000 meter en op de Winterspelen van 1964 op de 5000 meter.
Tijdens zijn deelnames aan de Europese- en Wereldkampioenschappen, waar hij aan beide kampioenschappen tien keer aan deelnam, behaalde hij op beide kampioenschappen twee allround titels. Op het WK van 1957 behaalde hij zijn eerste titel, de drie andere titels volgden op de EK's van 1959 en 1960 en het WK van 1964. Hij werd in 1955 en van 1957 tot en met 1963 Nationaal kampioen Allround. In 1956 en 1964 pakte hij het zilver.
Ter ere van zijn tachtigste verjaardag werd in 2013 een standbeeld van Johannesen in het Bislettstadion geplaatst.

## Records

### Persoonlijke records
| Afstand      | Tijd    | Datum            | Baan         |
| ------------ | ------- | ---------------- | ------------ |
| 500 meter    | 42,3    | 28 februari 1960 | Squaw Valley |
| 1000 meter   | 1.31,0  | 2 februari 1954  | Davos        |
| 1500 meter   | 2.09,4  | 24 februari 1963 | Karuizawa    |
| 3000 meter   | 4.28,7  | 11 februari 1964 | Oslo         |
| 5000 meter   | 7.37,8  | 26 januari 1963  | Oslo         |
| 10.000 meter | 15.42,9 | 19 januari 1964  | Oslo         |

### Wereldrecords
| Nr. | Afstand        | Tijd    | Datum            | Baan         |
| --- | -------------- | ------- | ---------------- | ------------ |
| 1.  | 10.000 meter   | 15.46,6 | 27 februari 1960 | Squaw Valley |
| 2.  | 3000 meter     | 4.33,9  | 12 januari 1963  | Tønsberg     |
| 3.  | Grote vierkamp | 183,035 | 20 januari 1963  | Hamar        |
| 4.  | 5000 meter     | 7.37,8  | 26 januari 1963  | Oslo         |

#### Wereldrecords laaglandbaan (officieus)
| Nr. | Afstand      | Tijd    | Datum            | Baan     |
| --- | ------------ | ------- | ---------------- | -------- |
| 1.  | 1500 meter   | 2.15,1  | 1 januari 1956   | Oslo     |
| 2.  | 5000 meter   | 8.06,4  | 25 februari 1958 | Oslo     |
| 3.  | 3000 meter   | 4.33,9  | 12 januari 1963  | Tønsberg |
| 4.  | 1500 meter   | 2.10,6  | 13 januari 1963  | Tønsberg |
| 5.  | 5000 meter   | 7.47,1  | 19 januari 1963  | Hamar    |
| 6.  | 10.000 meter | 16.08,5 | 20 januari 1963  | Hamar    |
| 7.  | 5000 meter   | 7.37,8  | 26 januari 1963  | Oslo     |
| 8.  | 1500 meter   | 2.10,3  | 26 januari 1963  | Oslo     |
| 9.  | 10.000 meter | 15.42,9 | 18 januari 1964  | Oslo     |

### Adelskalender
Knut Johannesen heeft twee periodes aan de top van de Adelskalender gestaan: eerst van 27 februari 1960 tot 24 februari 1963 (1093 dagen) en een tweede keer van 19 januari 1964 tot 26 januari 1964 (7 dagen). In totaal heeft Knut Johannesen 1100 dagen aan de top van de Adelskalender gestaan.
Hieronder staan de persoonlijke records (PR's) waarmee Knut Johannesen aan de top van de Adelskalender kwam en de PR's die hij had staan toen hij van de eerste plek verdreven werd. Tevens zijn de gegevens weergegeven van de schaatsers die voor en na hem aan de top van de lijst stonden.
| Datum      | 500 m | 1500 m | 5000 m | 10.000 m | Punten  | Voorganger / Opvolger |
| ---------- | ----- | ------ | ------ | -------- | ------- | --------------------- |
| 16-02-1960 | 41,2  | 2.06,3 | 8.05,2 | 16.47,2  | 182.180 | Juhani Järvinen       |
| 27-02-1960 | 42,3  | 2.12,2 | 7.53,1 | 15.46,6  | 181.006 |                       |
| 27-01-1963 | 42,3  | 2.10,3 | 7.37,8 | 15.46,6  | 178.843 |                       |
| 24-02-1963 | 43,0  | 2.10,1 | 7.34,3 | 15.33,0  | 178.446 | Jonny Nilsson         |
| 19-01-1964 | 42,3  | 2.09,4 | 7.37,8 | 15.42,9  | 178.358 |                       |
| 26-01-1964 | 41,6  | 2.09,5 | 7.41,5 | 15.47,8  | 178.306 | Per Ivar Moe          |

## Resultaten
| Jaar | NK Allround | EK Allround | WK Allround | Olympische Spelen                      |
| ---- | ----------- | ----------- | ----------- | -------------------------------------- |
| 1954 |             | 12e         |             |                                        |
| 1955 | Goud        | 11e         | 5e          |                                        |
| 1956 | Zilver      | Zilver      | 7e          | 9e 1500m · 8e 5000m · 10.000m          |
| 1957 | Goud        | Zilver      | Goud        |                                        |
| 1958 | Goud        | Brons       | 5e          |                                        |
| 1959 | Goud        | Goud        | 4e          |                                        |
| 1960 | Goud        | Goud        | 7e          | 20e 500m · 11e 1500m · 5000m · 10.000m |
| 1961 | Goud        | 5e          | 11e         |                                        |
| 1962 | Goud        | 5e          | 7e          |                                        |
| 1963 | Goud        | Zilver      | Zilver      |                                        |
| 1964 | Zilver      | 4e          | Goud        | 5000m · 10.000m                        |

### Medaillespiegel
| Kampioenschap     | Goud · | Zilver · | Brons · |
| ----------------- | ------ | -------- | ------- |
| EK Allround       | 2      | 3        | 1       |
| WK Allround       | 2      | 1        | 0       |
| Olympische Spelen | 2      | 2        | 1       |

Rudolf Ericson · Peder Østlund · Jaap Eden · Oscar Mathisen · Ivar Ballangrud · Michael Staksrud · Åke Seyffarth · Nikolaj Mamonov · Hjalmar Andersen · Boris Sjilkov · Dmitri Sakoenenko · Juhani Järvinen · Knut Johannesen · Jonny Nilsson · Per Ivar Moe · Eduard Matoesevitsj · Ard Schenk · Kees Verkerk · Magne Thomassen · Hans van Helden · Vladimir Lobanov · Jan Egil Storholt · Sergej Martsjoek · Vladimir Belov · Eric Heiden · Viktor Sjasjerin · Andrej Bobrov · Nikolaj Goeljajev · Michael Hadschieff · Eric Flaim · Johann Olav Koss · Falko Zandstra · Rintje Ritsma · Gianni Romme · Jochem Uytdehaage · Chad Hedrick · Sven Kramer · Shani Davis · Patrick Roest
1924: Clas Thunberg ·
1928: Ivar Ballangrud ·
1932: Irving Jaffee ·
1936: Ivar Ballangrud ·
1948: Reidar Liaklev ·
1952: Hjalmar Andersen ·
1956: Boris Sjilkov ·
1960: Viktor Kositsjkin ·
1964: Knut Johannesen ·
1968: Fred Anton Maier ·
1972: Ard Schenk ·
1976: Sten Stensen ·
1980: Eric Heiden ·
1984: Tomas Gustafson ·
1988: Tomas Gustafson ·
1992: Geir Karlstad ·
1994: Johann Olav Koss ·
1998: Gianni Romme ·
2002: Jochem Uytdehaage ·
2006: Chad Hedrick ·
2010: Sven Kramer ·
2014: Sven Kramer ·
2018: Sven Kramer ·
2022: Nils van der Poel
1924: Julius Skutnabb ·
1928: afgelast ·
1932: Irving Jaffee ·
1936: Ivar Ballangrud ·
1948: Åke Seyffarth ·
1952: Hjalmar Andersen ·
1956: Sigge Ericsson ·
1960: Knut Johannesen ·
1964: Jonny Nilsson ·
1968: Johnny Höglin ·
1972: Ard Schenk ·
1976: Piet Kleine ·
1980: Eric Heiden ·
1984: Igor Malkov ·
1988: Tomas Gustafson ·
1992: Bart Veldkamp ·
1994: Johann Olav Koss ·
1998: Gianni Romme ·
2002: Jochem Uytdehaage ·
2006: Bob de Jong ·
2010: Lee Seung-hoon ·
2014: Jorrit Bergsma ·
2018: Ted-Jan Bloemen ·
2022: Nils van der Poel
Onofficiële Europese kampioenschappen

1891: Onbeslist ·
1892: Onbeslist · 
1946: Göthe Hedlund 

Officiële Europese kampioenschappen

1893: Rudolf Ericson · 
1894: Onbeslist ·
1895: Alfred Næss · 
1896: Julius Seyler · 
1897: Julius Seyler · 
1898: Gustaf Estlander · 
1899: Peder Østlund · 
1900: Peder Østlund · 
1901: Rudolf Gundersen · 
1902: Johan Schwartz · 
1903: Onbeslist ·
1904: Rudolf Gundersen · 
1905: Johan Vikander · 
1906: Rudolf Gundersen · 
1907: Moje Öholm · 
1908: Moje Öholm · 
1909: Oscar Mathisen · 
1910: Nikolaj Stroennikov · 
1911: Nikolaj Stroennikov · 
1912: Oscar Mathisen · 
1913: Vasilij Ippolitov · 
1914: Oscar Mathisen · 
1922: Clas Thunberg · 
1923: Harald Strøm · 
1924: Roald Larsen · 
1925: Otto Polacsek · 
1926: Julius Skutnabb · 
1927: Bernt Evensen · 
1928: Clas Thunberg · 
1929: Ivar Ballangrud · 
1930: Ivar Ballangrud · 
1931: Clas Thunberg · 
1932: Clas Thunberg · 
1933: Ivar Ballangrud · 
1934: Michael Staksrud · 
1935: Karl Wazulek · 
1936: Ivar Ballangrud · 
1937: Michael Staksrud · 
1938: Charles Mathiesen · 
1939: Alfons Bērziņš · 
1947: Åke Seyffarth · 
1948: Reidar Liaklev · 
1949: Sverre Farstad · 
1950: Hjalmar Andersen · 
1951: Hjalmar Andersen · 
1952: Hjalmar Andersen · 
1953: Kees Broekman · 
1954: Boris Sjilkov · 
1955: Sigge Ericsson · 
1956: Jevgeni Grisjin · 
1957: Oleg Gontsjarenko · 
1958: Oleg Gontsjarenko · 
1959: Knut Johannesen · 
1960: Knut Johannesen · 
1961: Viktor Kositsjkin · 
1962: Robert Merkoelov · 
1963: Nils Egil Aaness · 
1964: Ants Antson · 
1965: Eduard Matoesevitsj · 
1966: Ard Schenk · 
1967: Kees Verkerk · 
1968: Fred Anton Maier · 
1969: Dag Fornæss · 
1970: Ard Schenk · 
1971: Dag Fornæss · 
1972: Ard Schenk · 
1973: Göran Claeson · 
1974: Göran Claeson · 
1975: Sten Stensen · 
1976: Kay Arne Stenshjemmet · 
1977: Jan Egil Storholt · 
1978: Sergej Martsjoek · 
1979: Jan Egil Storholt · 
1980: Kay Arne Stenshjemmet · 
1981: Amund Sjøbrend · 
1982: Tomas Gustafson · 
1983: Hilbert van der Duim · 
1984: Hilbert van der Duim · 
1985: Hein Vergeer · 
1986: Hein Vergeer · 
1987: Nikolaj Goeljajev · 
1988: Tomas Gustafson · 
1989: Leo Visser · 
1990: Bart Veldkamp · 
1991: Johann Olav Koss · 
1992: Falko Zandstra · 
1993: Falko Zandstra · 
1994: Rintje Ritsma · 
1995: Rintje Ritsma · 
1996: Rintje Ritsma · 
1997: Ids Postma · 
1998: Rintje Ritsma · 
1999: Rintje Ritsma · 
2000: Rintje Ritsma · 
2001: Dmitri Sjepel · 
2002: Jochem Uytdehaage · 
2003: Gianni Romme · 
2004: Mark Tuitert · 
2005: Jochem Uytdehaage · 
2006: Enrico Fabris · 
2007: Sven Kramer · 
2008: Sven Kramer · 
2009: Sven Kramer · 
2010: Sven Kramer · 
2011: Ivan Skobrev · 
2012: Sven Kramer · 
2013: Sven Kramer · 
2014: Jan Blokhuijsen · 
2015: Sven Kramer · 
2016: Sven Kramer · 
2017: Sven Kramer · 
2019: Sven Kramer · 
2021: Patrick Roest · 
2023: Patrick Roest · 
2025: Sander Eitrem
- Bibsys: 90682236